# Generalizovaná úzkostná porucha
Generalizovaná úzkostná porucha (GAD - generalized anxiety disorder) je úzkostná porucha charakteristická nadměrnými nekontrolovatelnými obavami a úzkostí, které se většinou týkají běžných denních záležitostí. Frekvence, trvání a intenzita je nepřiměřená zdroji obav a mívá vliv na každodenní život pacienta. Volně plynoucí úzkost nebo chronická ustaranost byla dříve označována jako úzkostná neuróza. Dvakrát častěji postihuje ženy (a častěji ženy rozvedené a vdovy), může se objevit v jakémkoliv věku, ale nejčastěji se objeví v období dospívání a běžně uniká diagnostice.
Lidé trpící touto poruchou se obávají o své zaměstnání, finanční situaci a zdraví své i své rodiny. Mohou ale pociťovat obavy i ohledně méně závažných věcí, jako jsou termíny schůzek a udržování pracoviště nebo domácnosti v čistotě. Příčinou vzniku bývá stresující nebo traumatická událost. Začíná zpravidla mezi 16. až 18. rokem, a pokud se neléčí, může trvat i celý život (intenzita přitom kolísá). Postižení se mohou stát závislí na benzodiazepinech nebo alkoholu. Popsány jsou též případy závislosti na zolpidemu.

## Vznik GAD a její příčiny
Generalizovaná úzkostná porucha většinou vzniká na podkladě chronického dlouhotrvajícího stresu u zranitelných osobností. Zranitelnost vzniká kombinací genetické predispozice a vlivů prostředí v dětství a je prohlubována společností.

### Stresující události
Klinická pozorování ukazují, že generalizovaná úzkostná porucha často začíná v souvislosti se stresujícími událostmi a chronifikuje, pokud stresující problémy přetrvávají. Avšak ohrožující životní události jsou častěji spjaty s úzkostnými poruchami (ztráta nejčastěji s depresí). Neexistuje žádná studie, která by ukazovala na etiologický vliv určitých specifických "životních událostí" na rozvoj generalizované úzkostné poruchy.

### Genetické vlivy
Většina genetických populačních studií nerozlišuje mezi generalizovanou úzkostnou poruchou a jinými typy úzkostných poruch. Populační studie 1033 ženských dvojčat potvrdila tendenci generalizované úzkostné poruchy objevovat se častěji v některých rodinách a prokázala, že vliv genetických faktorů je zde vyšší než vliv sdíleného rodinného prostředí.

### Biologické faktory
Terapeutický efekt benzodiazepínů zaměřil pozornost biologického výzkumu na GABA ergní a serotogení neurotransmiterové systémy. I když zatím neexistují žádné přímé důkazy o narušení benzodiazepinových receptorů v mozku pacientů s generalizovanou úzkostnou poruchou, probíhá intenzivní výzkum zaměřený tímto směrem. Oblasti, o kterých se uvažuje, že by mohly hrát roli, jsou okcipitální lalok (kde je nejvyšší koncentrace benzodiazepinových receptorů vůbec), bazální ganglia, limbický systém a frontální kůra.
Omezený je počet studií zobrazovacími metodami. Zdá se, že ve srovnání se zdravými jedinci pomocí PET je nižší metabolický obrat v bazálních gangliích a bílé hmotě.

## Diagnostická kritéria
- obavy týkající se několika věcí trvají po většinu dnů po dobu 6 měsíců
- jsou přítomny tři nebo více z následujících tělesných příznaků:
  - nervozita
  - neklid
  - napětí
  - podrážděnost
  - snadná unavitelnost
  - potíže s koncentrací
  - vznětlivost
  - přecitlivělost
  - svalové napětí
  - poruchy spánku
  - popřípadě další tělesné příznaky úzkosti
- úzkost, obavy nebo fyzické příznaky závažně zasahují do každodenního života a nejsou způsobeny jinou poruchou

## Míra rozšíření
- celoživotní riziko onemocnění generalizované úzkostné poruchy (generalized anxiety disorder – GAD) je v běžné populaci 4–8 %.[2]
- 2x častěji postihuje ženy (a častěji ženy rozvedené a vdovy), může se objevit v jakémkoliv věku, ale nejčastěji se objeví v období dospívání a běžně uniká diagnostice.

## Léčba
Používá se jak psychoterapie, transformační systemická terapie a kognitivně behaviorální terapie, motivační rozhovory, tak farmakoterapie (benzodiazepiny, antidepresiva SSRI a SNRI). V léčbě GAD se dle doporučených postupů v České republice mají používat antidepresiva (sertralin, escitalopram, paroxetin, venlafaxin, duloxetin, bupropion, agomelatin), anxiolytika benzodiazepinová (agonisté GABA-A receptoru – alprazolam, diazepam, klonazepam), antikonvulzivum (pregabalin) a antipsychotikum (quetiapin). V augmentaci dále antihistaminika (antagonisté H1 – hydroxyzin, promethazin), agonisté 5-HT1A (buspiron) nebo betablokátory.
V případě kognitivně behaviorální terapie může pacient například dostat „domácí úkol“, aby vypracoval katastrofický scénář týkající se situací, kterých se obává. Zjistí tak, že jeho problémy by měly řešení, i kdyby se onen katastrofický scénář naplnil.
Tato terapie obvykle zahrnuje i osvojení sociálních dovedností, které pacient ztratil. Pacient může mít problém říci ne, přijímat normálně kritiku, povzbudit ostatní, systematicky řešit problémy atd.

## Generalizovaná úzkostná porucha a závislost na alkoholu
Alkohol je multispektrální droga, to znamená, že v mozku člověka působí ve více centrech a má inhibičně-aktivační účinek. Relaxační účinky alkoholu jsou způsobeny zejména jeho působením na produkci glutamátu a kyseliny gamaaminomáselné (GABA). Etanol působí v mozku na podobná centra jako benzodiazepiny.
Je tedy zřejmé, že alkoholické nápoje mohou lidem trpícím generalizovanou úzkostnou poruchou přinášet krátkodobou úlevu.
Z dlouhodobého hlediska jsou ovšem úzkostní lidé ohroženi vznikem závislosti několikanásobně více, než je tomu u běžné populace. Generalizovaná úzkostná porucha vede ke vzniku závislosti na alkoholu a dalších drogách častěji, než je tomu u ostatních úzkostných poruch.
Konzumace alkoholických nápojů nabourává přirozenou biochemickou rovnováhu v mozku, což úzkostní lidé vnímají citlivěji. V okamžiku, kdy etanol přestává působit, se dostavuje zvýšená úzkost, doprovázená afektivními výkyvy. Tyto stavu zhoršují samotný průběh generalizované úzkostné poruchy, často vedou i ke vzniku panické poruchy.
Pokud je generalizovaná úzkostná porucha s abúzem alkoholu, je třeba kognitivně behaviorální terapii kombinovat s vhodným programem zaměřeným na redukci nebezpečných konzumačních vzorců, například terapií Kontrolované konzumace alkoholu.